# Colin Kurz
Colin Kurz es un deportista canadiense que compite en curling. Ganó una medalla de oro en el Campeonato Mundial de Curling Mixto de 2019.

## Palmarés internacional
| Campeonato Mundial Mixto | Campeonato Mundial Mixto | Campeonato Mundial Mixto | Campeonato Mundial Mixto |
| Año                      | Lugar                    | Medalla                  | Prueba                   |
| ------------------------ | ------------------------ | ------------------------ | ------------------------ |
| 2019                     | Aberdeen (Reino Unido)   | Medalla de oro           | Mixto                    |